# Oenomaus (bướm)
Oenomaus là một chi bướm ngày thuộc họ Lycaenidae.

## Hình ảnh

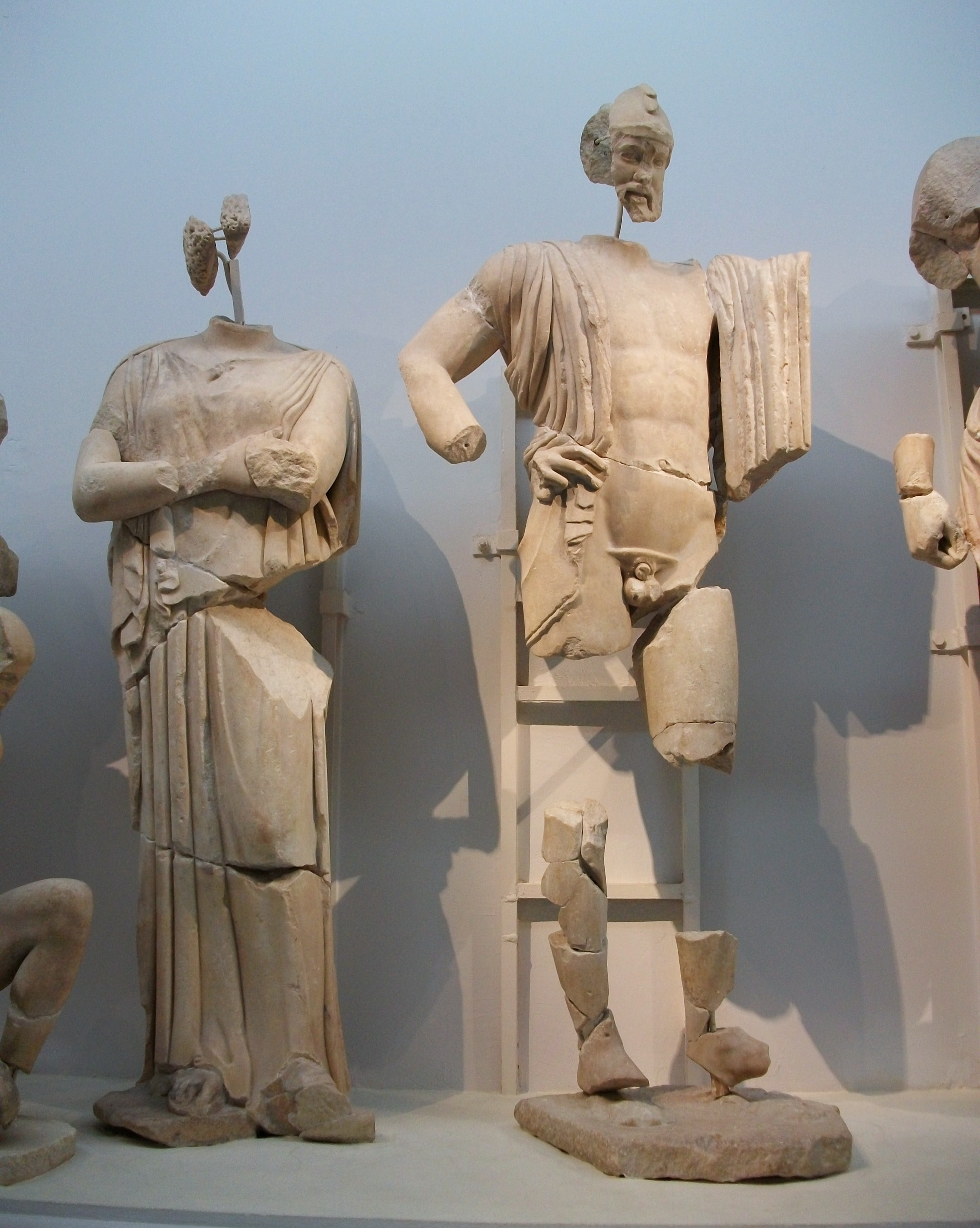
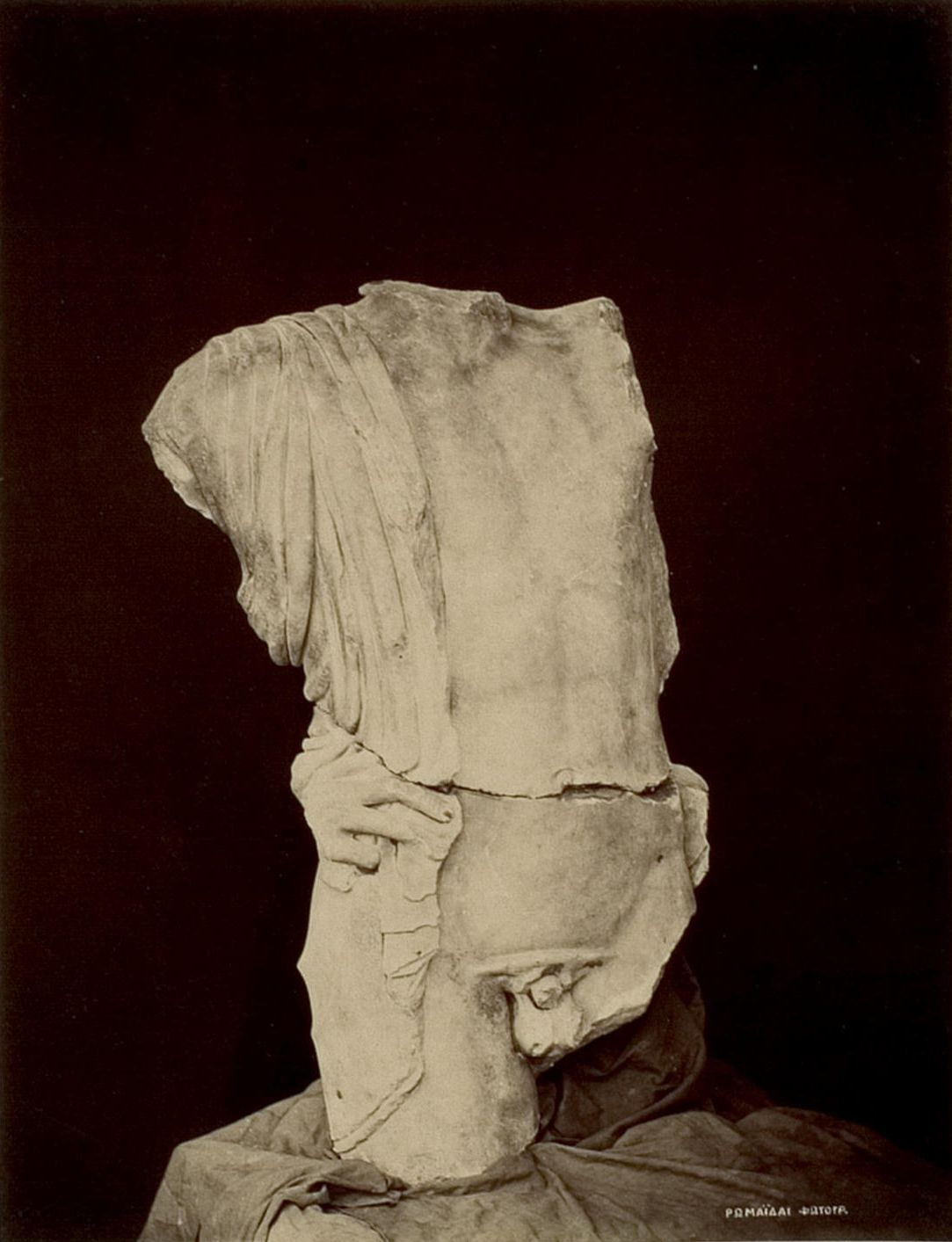
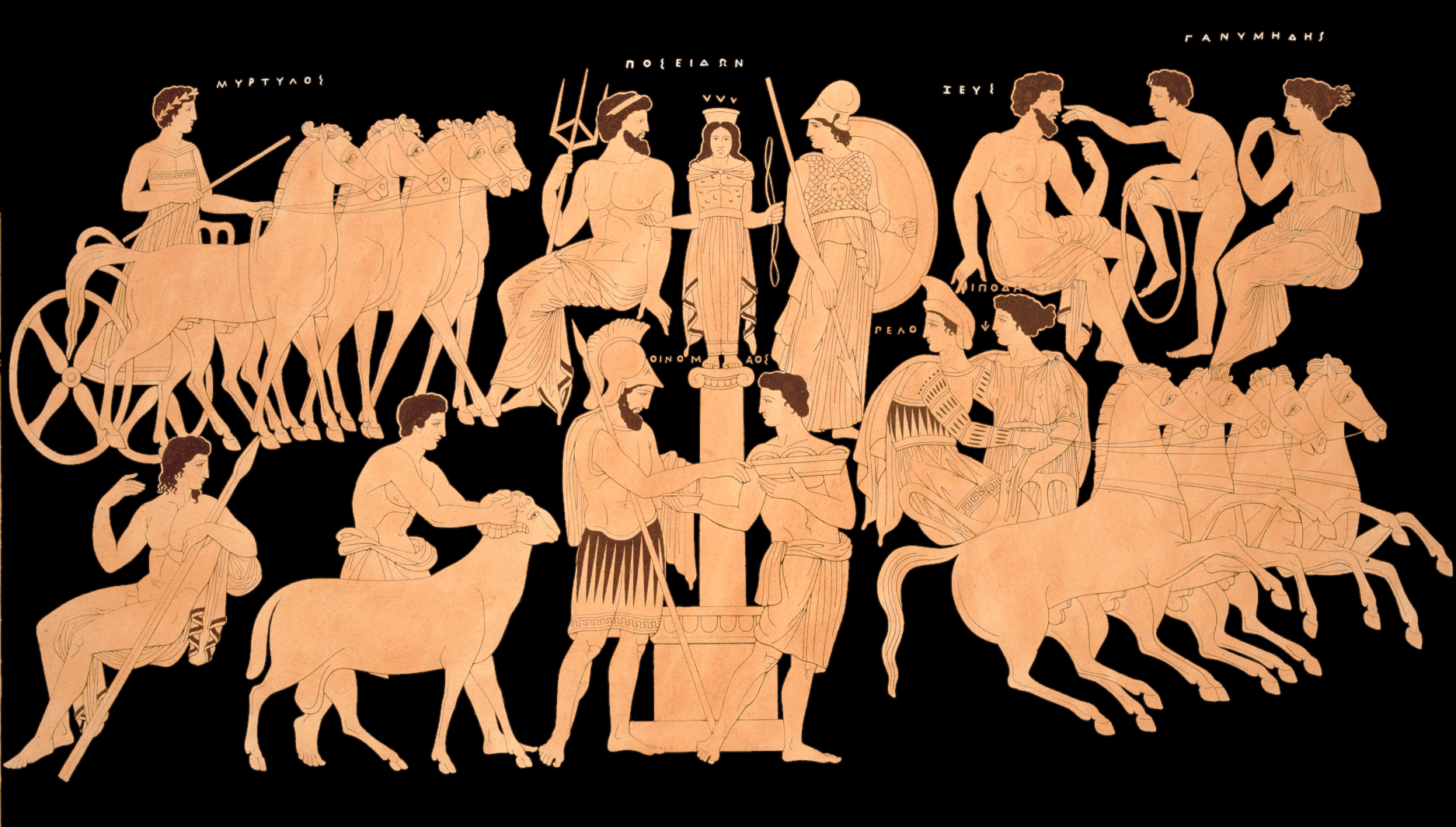
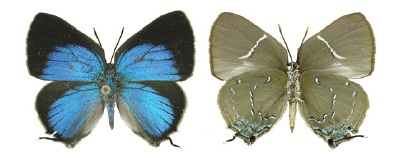